# Francesca Annis
Francesca Annis (Kensington, 14 de maio de 1945) é uma atriz inglesa. Ela é conhecida por papéis na televisão em Reckless, Wives and Daughters, Deceit e Cranford. Seis vezes indicada ao BAFTA TV Award, ela ganhou o prêmio de melhor atriz em 1979 pela série Lillie da ITV.

## Filmografia
| Ano  | Título                     | Papel                |
| ---- | -------------------------- | -------------------- |
| 1959 | The Cat Gang               | Sylvia               |
| 1959 | Carry On Teacher           | Schoolgirl           |
| 1960 | No Kidding                 | Priscilla            |
| 1960 | His and Hers               | Wanda                |
| 1963 | Cleopatra                  | Eiras                |
| 1963 | West 11                    | Phyl                 |
| 1964 | Murder Most Foul           | Sheila Upward        |
| 1964 | Saturday Night Out         | Jean                 |
| 1964 | Crooks in Cloisters        | June                 |
| 1964 | The Eyes of Annie Jones    | Annie Jones          |
| 1964 | Flipper's New Adventure    | Gwen                 |
| 1965 | The Pleasure Girls         | Sally                |
| 1966 | Run with the Wind          | Jean Packer          |
| 1970 | The Walking Stick          | Arabella Dainton     |
| 1971 | Macbeth                    | Lady Macbeth         |
| 1973 | Penny Gold                 | Delphi/Diane         |
| 1978 | The Comedy of Errors       | Luciana              |
| 1980 | Why Didn't They Ask Evans? | Lady Frances Derwent |
| 1982 | Coming Out of the Ice      | Galina               |
| 1983 | Krull                      | Viúva da web         |
| 1984 | Dune                       | Lady Jessica         |
| 1986 | Under the Cherry Moon      | Mrs. Wellington      |
| 1994 | Doomsday Gun               | Sophie               |
| 1999 | The Debt Collector         | Val Dryden           |
| 2002 | Copenhagen                 | Margrethe Bohr       |
| 2004 | The Libertine              | Condessa             |
| 2005 | Revolver                   | Lily Walker          |
| 2008 | Shifty                     | Valerie              |
| 2012 | Loving Miss Hatto          | Joyce                |
| 2018 | King Of Thieves            | Lynne Reader         |